# Materia (Boccioni)
Materia è un dipinto a olio su tela del futurista Umberto Boccioni, realizzato a cavallo tra il 1912 e il 1913 e conservato dal 2022 al Museo del Novecento di Milano, in comodato dalla Collezione Mattioli.

## Caratteristiche
Materia è chiaramente un ritratto a figura intera della madre dell'artista, il soggetto principale di numerose tele da lui realizzate, come nel caso della madre con l'uncinetto del 1907. La posa della madre qui riprende quella del ritratto realizzato da Cezànne alla moglie nel 1877 (La Signora Cézanne sulla poltrona rossa): egli fu uno degli artisti più influenti sullo stile di Boccioni, insieme ai divisionisti e agli espressionisti. 
La madre nel dipinto viene ritratta seduta nella sua casa frontalmente, così da volgere le spalle ad un balcone che si affaccia sul paesaggio urbano retrostante.
Questa scelta compositiva serve a fondere in un'unica «visione simultanea» la percezione ottica di due soggetti ben distinti, l'ambiente metropolitano e la madre dell'artista.
Le mani della figura materna sono rappresentate incrociate e gigantesche e vanno a costituire il fuoco del ritratto.
Lo scenario urbano appare come uno spazio perfettamente integrato con la figura umana, i profili delle case sono rappresentati come nuclei generatori di ampi fasci di luce azzurra trasparente, che dall'alto illuminano la "madre".
Tipico di questo quadro è l'energia che si viene a formare grazie ai colori utilizzati, un'energia che va in ogni direzione come è tipico della corrente di appartenenza, il Futurismo.